# 6314 Reigber
6314 Reigber è un asteroide della fascia principale. Scoperto nel 1990, presenta un'orbita caratterizzata da un semiasse maggiore pari a 2,2566589 au e da un'eccentricità di 0,1295622, inclinata di 5,21985° rispetto all'eclittica.